# Patricia Apolot
Patricia Apolot là một nữ võ sĩ chuyên nghiệp người Uganda. Cô là nhà vô địch kickboxing nữ của Vương quốc Hồi giáo  và cũng giữ danh hiệu Liên đoàn Kickboxing thế giới, giành được vào tháng 6 năm 2015, bằng cách đánh bại Ivana Mirkov của Serbia, tại Dunaújváros, Hungary.

## Tuổi thơ và giáo dục
Patricia được sinh ra trong gia đình của Josephine Aujo và Emmanuel Mukula vào ngày 6 tháng 11 năm 1990. Cô lớn lên ở Ngora, dưới sự chăm sóc của bà ngoại. Cô học tại trường tiểu học St. Aactsius từ năm 1996 đến 2002, chuyển sang trường cấp hai tích hợp Teso, nơi cô đã hoàn thành chương trình học O-Level vào năm 2006. Cô đã hoàn thành S6 vào năm 2008 
Sau khi hoàn thành khóa học A-level, cô chuyển đến sống ở Kampala để sống cùng mẹ. Sau khi thử nhiều nỗ lực nghề nghiệp, bao gồm cả bóng đá, cô đã ổn định với quyền anh vào năm 2010. Điều đó đã thay đổi thành kickboxing vào năm 2013. Năm 2014, cô trở thành một kickboxer chuyên nghiệp.

## Sự nghiệp
Vào tháng 7 năm 2014, cô đã bảo vệ thành công danh hiệu kickboxing quốc gia của mình bằng cách đánh bại Jackie Nassimbwa  Vào ngày 27 tháng 6 năm 2015, tại Dunaújváros, Hungary, Patricia Apolot đánh bại Ivana Mirkov của Serbia, trong Liên đoàn Kickboxing thế giới (WKB nữ chiến đấu hạng nhẹ. Vào thời điểm thất bại, Ivana được WKBF xếp thứ 16 trên thế giới. Vào tháng 11 năm 2015, Apolot đã bảo vệ thành công danh hiệu của mình bằng cách đánh bại nhà vô địch Hungary Anita Nagy, cũng ở Dunaújváros, thông qua một cú đánh kỹ thuật. Vị thành niên đầy tham vọng đã có những ý tưởng khác, và đã thử một vài câu nói; từ đào tạo cảnh sát đến nỗ lực thành công trong bóng đá với Học viện bóng đá Proline trong gần hai năm. Cô đã đạt đến cấp độ cao và chơi một số trò chơi với đội tuyển quốc gia của Uganda.

## Giải thưởng và chứng nhận
Patricia Apolot giữ các danh hiệu sau:
1. Huy chương vàng - Mt. Gorilla Taekwondo mở
2. Huy chương vàng - Giải vô địch quyền anh liên câu lạc bộ Đông Phi 2013
3. Nhà vô địch Kickboxing quốc gia 2014 (Đội hạng nhẹ nữ) [7]
4. Thế giới Tiêu đề Liên đoàn Kickboxing Quốc tế (Bộ phận Nữ nhẹ).